# Latorrecilla
Latorrecilla (arag. A Torriziella, A Torruzuella) – miejscowość w Hiszpanii, w Aragonii, w prowincji Huesca, w comarce Sobrarbe, w gminie Aínsa-Sobrarbe.
Według danych INE z 2005 roku miejscowość zamieszkiwało 28 osób. Wysokość bezwzględna miejscowości jest równa 686 metrów. Kod pocztowy miejscowości to 22330.

## Klimat
Średnia temperatura wynosi 14 °C. Najcieplejszym miesiącem jest lipiec (27 °C), a najzimniejszym grudzień (3 °C). Średnia suma opadów wynosi 1081 milimetrów rocznie. Najbardziej wilgotnym miesiącem jest kwiecień (141 milimetrów opadów), a najbardziej suchym jest lipiec (54 milimetrów opadów).